# Bäderarchitectuur

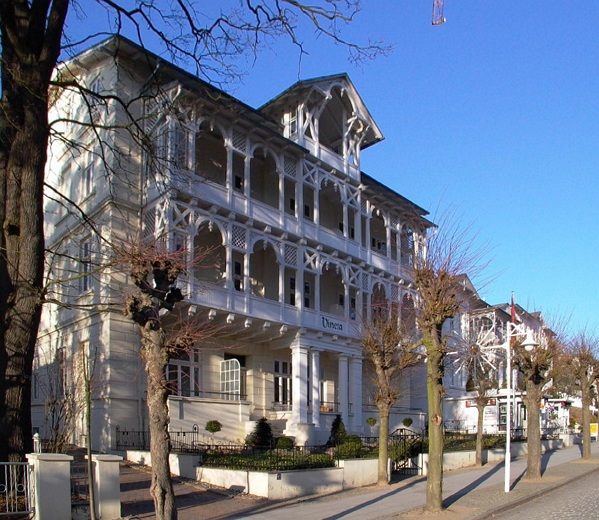
Villa Vineta uit 1902 aan de Wilhelmstraße in Seebad Sellin

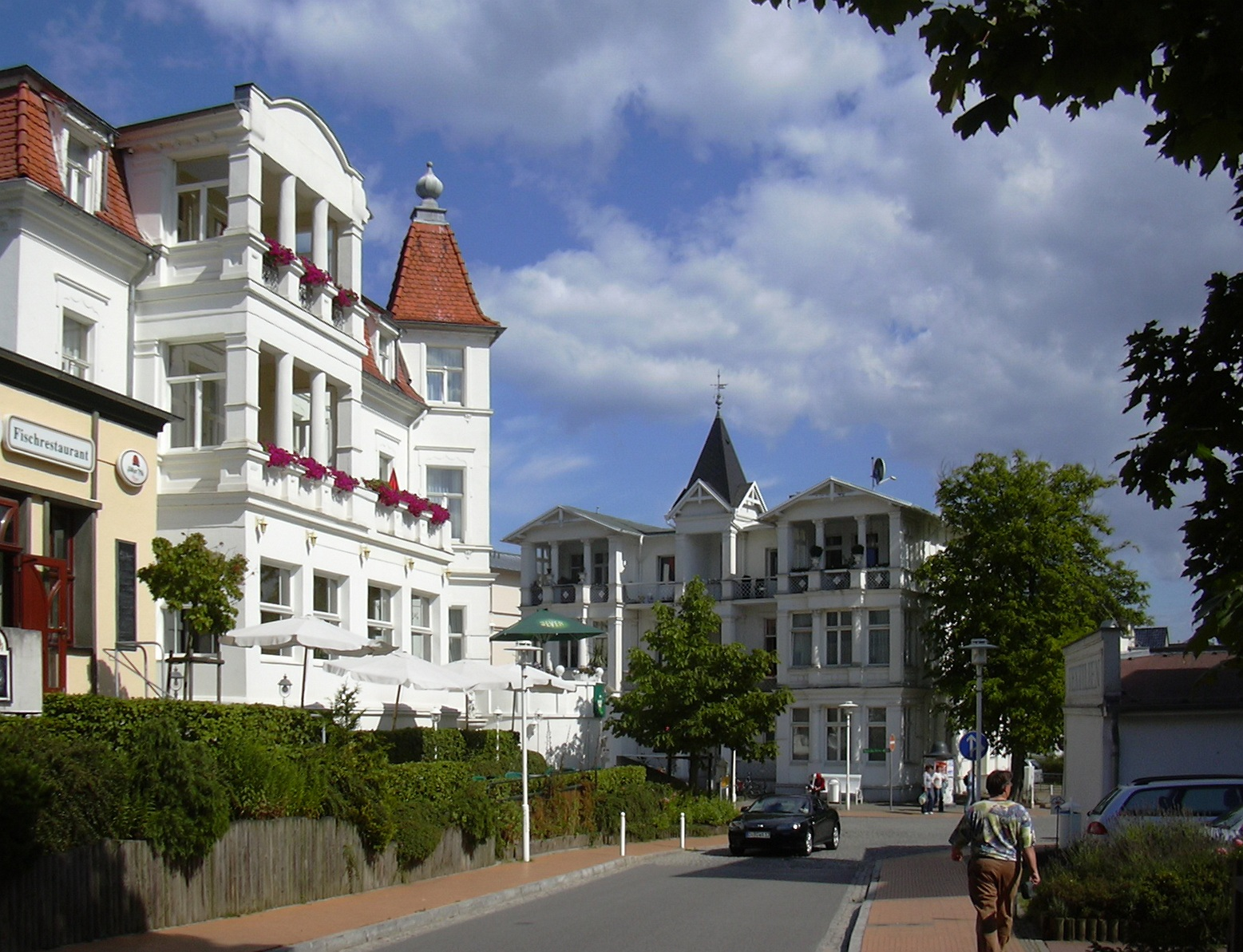
Bäderarchitectuur in Bansin

De Bäderarchitectuur is een eclectische bouwstijl die voorkomt aan de Oostzeekust van de Duitse deelstaat Mecklenburg-Voor-Pommeren, aldaar (Wilhelmische) Bäderarchitektur genoemd. De Bäderarchitectuur is ontstaan in de tweede helft van de 19e eeuw en bleef in zwang tot de Eerste Wereldoorlog. De badplaatsen aan de Oostzeekust (Ostseebäder) trokken in deze periode veel bezoekers uit Berlijn.
Kenmerken zijn de Jugendstilelementen, houtsnijwerk, erkers en houten of metalen balkons; de overheersende kleur is wit. Voorbeelden zijn te vinden in Heiligendamm en op de eilanden Rügen en Usedom. De Wilhelmstraße in Sellin geldt als een van de mooiste voorbeelden van Bäderarchitectuur.